# Siphamia
A Siphamia a sugarasúszójú halak (Actinopterygii) osztályához a sügéralakúak (Perciformes) rendjéhez, ezen belül a kardinálishal-félék (Apogonidae) családjához tartozó nem.

## Rendszerezés
A nembe az alábbi 21 faj tartozik:
- Siphamia argentea Lachner, 1953
- Siphamia cephalotes (Castelnau, 1875)
- Siphamia corallicola Allen, 1993
- Siphamia cuneiceps Whitley, 1941
- Siphamia cuprea Lachner, 1953
- Siphamia elongata Lachner, 1953
- Siphamia fistulosa (Weber, 1909)
- Siphamia fuscolineata Lachner, 1953
- Siphamia guttulata (Alleyne & Macleay, 1877)
- Siphamia jebbi Allen, 1993
- Siphamia majimai Matsubara & Iwai, 1958
- Siphamia mossambica Smith, 1955
- Siphamia nigra Fourmanoir & Crosnier, 1964
- Siphamia ovalis Lachner, 1953
- Siphamia permutata Klausewitz, 1966
- Siphamia roseigaster (Ramsay & Ogilby, 1887)
- Siphamia tubifer Weber, 1909
- Siphamia tubulata (Weber, 1909)
- Siphamia versicolor (Smith & Radcliffe, 1911)
- Siphamia woodi (McCulloch, 1921)
- Siphamia zaribae Whitley, 1959